# PZL Bielsko SZD-6X
Die SZD-6x Nietoperz (deutsch Fledermaus, auch: IS-6X) ist ein polnisches schwanzloses Segelflugzeug.

## Geschichte
Das Flugzeug war als Experimentalflugzeug zur Erforschung verschiedener Ruderanordnungen bei Nurflügeln gedacht. Konstrukteure waren Władysław Nowakowski und Justyn Sandauer. Das Flugzeug war in konventioneller Holzbauweise gebaut, lediglich die äußeren Flügelklappen waren aus Metall. Die äußeren Klappen waren spreizbar und konnten als Querruder, Bremsklappen oder als Seitenruder wirken. Die mittleren und inneren Flügelklappen konnten als Elevons oder getrennt als Höhenruder, Querruder oder auch als Wölbklappen angelenkt werden.
Am 12. Januar 1951 führte Adam Zientek in Katowice einen ersten Startversuch hinter einer PWS-26 durch. Die gewählte Steueranordnung erwies sich als ungünstig und die Maschine geriet in Längsschwingungen (PIO). Das Flugzeug wurde nach dem sofortigen Ausklinken noch in geringer Höhe und der sich anschließenden harten Landung stark beschädigt; der Pilot blieb unverletzt. Nach der Instandsetzung fand der erste gelungene Flug am 2. Februar 1951 ebenfalls mit dem Piloten Zientek statt. Er fand, dass das Flugzeug extrem schwierig zu kontrollieren war. Allerdings war die Steuerungskinematik von vornherein so ausgelegt, dass allen Steuerflächen unterschiedliche Funktionen zugewiesen und überlagert werden konnten. Verschiedene Varianten der Steuerung wurden getestet.
- Höhensteuerung durch alle vier inneren Flügelklappen. Quersteuerung und Bremsklappen durch die Spreizklappen und Seitensteuerung durch das zentrale Seitenruder.
- Festgestelltes Seitenruder, Spreizklappen zusätzlich überlagert mit der Funktion der Seitenruderpedale.
- Abmontiertes Seitenleitwerk, was allerdings zu gefährlichen Flugzuständen führte.

Schließlich wurde eine akzeptable Kombination der Steuerung gefunden, die der ersten Version nahekam.
Das Flugzeug wurde von 1952 bis 1964 für weitere Tests genutzt und auch verschiedentlich auf Flugtagen für Kunstflugdarbietungen verwendet. Dennoch waren die meisten Piloten nicht sehr angetan von den Flugeigenschaften, so dass das Fluggerät ins Luftfahrtmuseum in Krakau abgegeben wurde.

## Technische Daten

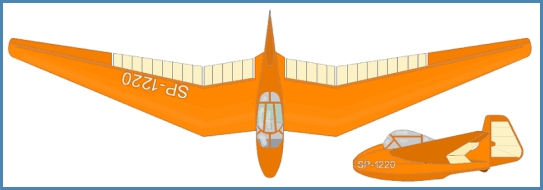
Zweiseitenansicht der SZD-6x

| Kenngröße               | Daten                |
| ----------------------- | -------------------- |
| Besatzung               | 1                    |
| Länge                   | 4,05 m               |
| Spannweite              | 12 m                 |
| Höhe                    | 1,3 m                |
| Flügelfläche            | 14,3 m²              |
| Flügelstreckung         | 10                   |
| Flügelprofil            | NACA 23012           |
| Gleitzahl               | 17 bei 90 km/h       |
| Geringstes Sinken       | 1,35 m/s bei 80 km/h |
| Leermasse               | 150 kg               |
| max. Startmasse         | 235 kg               |
| Flächenbelastung        | 10 kg/m²             |
| Lastvielfache           | +6,5/−3              |
| Höchstgeschwindigkeit   | 300 km/h             |
| Manövergeschwindigkeit  | 195 km/h             |
| Überziehgeschwindigkeit | 65 km/h              |